# Collegium Vocale Gent
Le Collegium Vocale Gent est un chœur belge basé à Gand.

## Fondation
Le Collegium Vocale Gent, ou Collegium Vocale de Gand, est un chœur fondé en 1970 à l’initiative de Philippe Herreweghe par un groupe de jeunes musiciens unis par l’amitié. L’ensemble était à l’époque l’un des premiers à vouloir étendre les nouveaux principes d’interprétation de la musique instrumentale à la musique vocale. Cette approche authentique, mettant l’accent sur le texte et la rhétorique est à la base d’un langage sonore transparent. Ceci a permis au Collegium Vocale Gent d’obtenir en quelques années une reconnaissance internationale et d’être invité à se produire dans des salles de concert et des festivals musicaux importants en Europe, en Israël, aux États-Unis, en Russie, en Amérique du Sud, au Japon, à Hong Kong et en Australie.

## Répertoire
Entre-temps, le Collegium Vocale Gent s’est développé au niveau de l’effectif en un ensemble très flexible, avec un répertoire large couvrant les différentes périodes stylistiques. La musique baroque allemande, et plus spécifiquement les œuvres vocales de J.S. Bach, était et est encore leur domaine de prédilection. Actuellement, le Collegium Vocale Gent interprète de préférence cette musique avec un petit ensemble dans lequel les chanteurs assument tant les parties chorales que solistes. Le Collegium Vocale Gent se consacre de plus en plus à l’interprétation des oratorios romantiques, modernes et contemporains. C’est pour cette raison que l’ensemble a bénéficié du support du Programme culturel de l'Union européenne. Cela a pour résultats, d’une part, la fondation d’un chœur symphonique conjoint et d’autre part, le recrutement de chanteurs au niveau européen. De cette manière, chanteurs expérimentés et jeunes talents travaillent conjointement ; le Collegium Vocale Gent parvient ainsi à remplir une fonction pédagogique importante.

## Collaboration

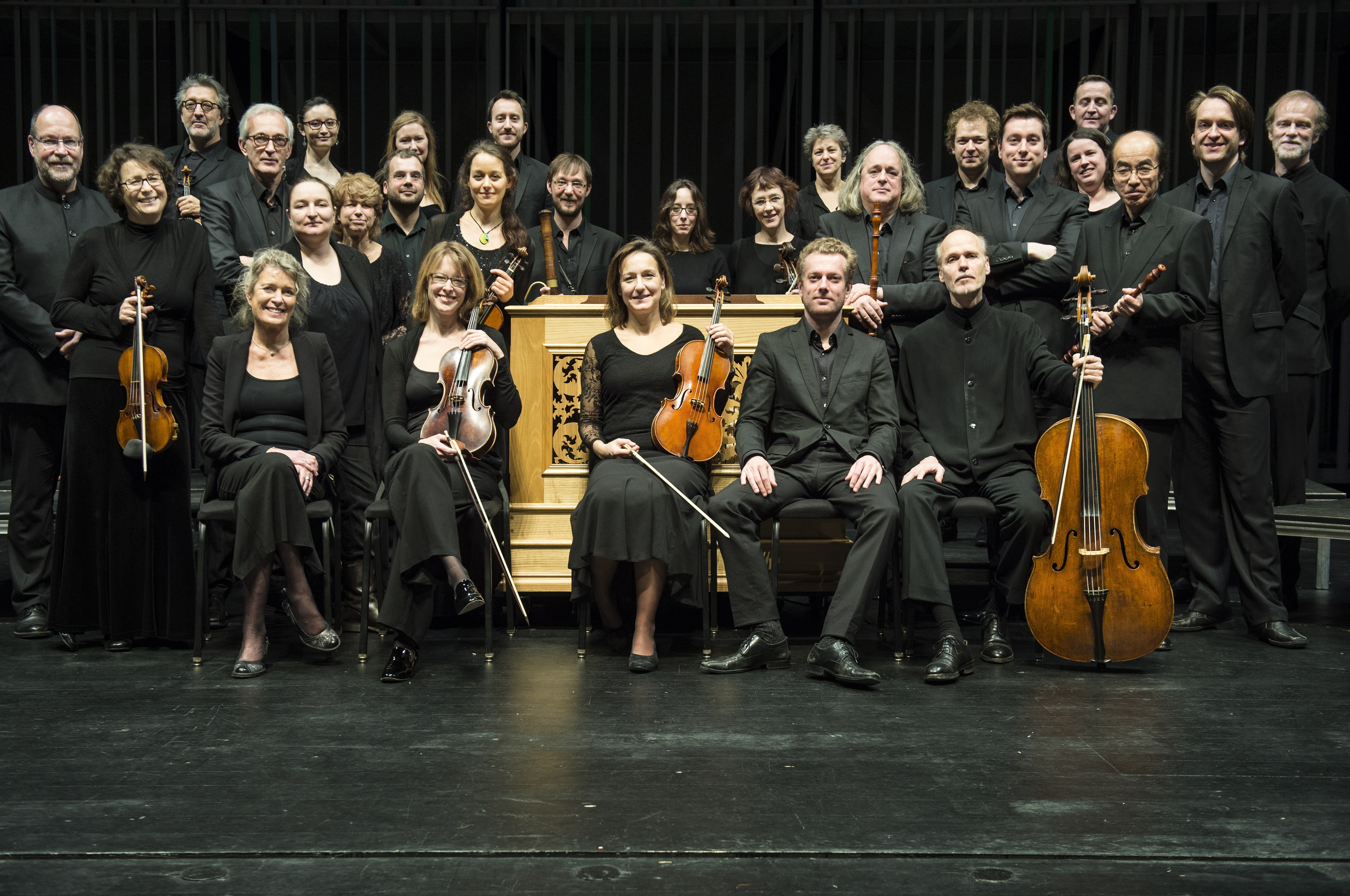
Collegium Vocale Gent

Pour la réalisation de ces projets, le Collegium Vocale Gent collabore avec divers ensembles tournés vers la recherche historique, comme l’orchestre baroque du Collegium Vocale Gent, l’Orchestre des Champs-Élysées, le Freiburger Barockorchester ou l’Akademie für Alte Musik Berlin. Mais notons également que certains projets ont vu le jour grâce au concours d’orchestres symphoniques renommés comme deFilharmonie, le Rotterdams Filharmonisch Orkest, le Budapest Festival Orchestra et le Koninklijk Concertgebouworkest. Nikolaus Harnoncourt, René Jacobs, Sigiswald Kuijken, Marcus Creed,  Iván Fischer, Edo De Waart, Yannick Nézet-Séguin, James Wood et Kaspars Putnins figurent parmi les chefs à avoir déjà dirigé le Collegium Vocale Gent.
Le Collegium Vocale Gent bénéficie du soutien de la Communauté flamande, de la Province de Flandre-Orientale et de la ville de Gand. De 2011 à 2013 l’ensemble a été nommé Ambassadeur de l'Union européenne.

## Discographie
Sous la direction de Philippe Herreweghe, le Collegium Vocale Gent s’est construit une riche discographie de plus de 80 enregistrements, principalement édités par les labels Harmonia Mundi et Virgin Classics. 2010 a vu naître un tout nouveau projet discographique : la création par Philippe Herreweghe ensemble avec Outhere Music de son propre label φ (PHI). Cela lui donne l’opportunité de construire en toute liberté artistique un catalogue riche et varié. Entretemps ces enregistrements étaient publiés : 
- 2010 : MAHLER, Gustav : Symphony no. 4 (LPH 001)
- 2011 : BACH, Johann Sebastian : Motets BWV 225-230 (LPH 002)
- 2011 : BRAHMS, Johannes : Werke für Chor und Orchester (LPH 003)
- 2011 : BACH, Johann Sebastian : Mass in B minor (LPH 004)
- 2011 : DE VICTORIA, Tomas Luis : Officium Defunctorum (LPH 005)
- 2012 : BACH, Johann Sebastian : Ach süsser Trost (LPH 006)
- 2012 : BEETHOVEN, Ludwig van : Missa Solemnis (LPH 007)
- 2012 : DVORAK, Antonin : Stabat Mater (LPH 009)
- 2012 : GESUALDO, Carlo : Responsoria 1611 (LPH 10)
- 2013 : BACH, Johann Sebastian : Ich elender Mensch – Leipzig Cantates (LPH 12)
- 2013 : HAYDN, Joseph : Die Jahreszeiten (LPH 13)
- 2013 : BYRD, William : Infelix ego – Mass for 5 voices (LPH 14)
- 2014 : DVORAK, Antonin: Requiem (LPH 016)
- 2014 : HAYDN, Joseph : Die Schöpfung (LPH 018)